# بید علفی سرمادوست
بید علفی سرمادوست، علف خر سرمادوست (نام علمی: Epilobium algidum) نام یک گونه (زیست‌شناسی) از سرده بید علفی است.